# Cinémathèque de Tanger
La Cinémathèque de Tanger (CDT) se donne pour mission de développer la culture cinématographique au Maroc. Elle a été créée en février 2007 à l'initiative du producteur français Cyriac Auriol, de la photographe tangéroise Yto Barrada, et du réalisateur et producteur marocain Latif Lahlou (en).
Cette association à but non lucratif s'est installée dans les locaux du Cinéma Rif et offre au public de Tanger une programmation de qualité qui témoigne de la diversité de la production cinématographique, sans subir l'hégémonie des films commerciaux.
La cinémathèque fait partie du réseau NAAS (Network of Arab ArtHouse Screens) qui rassemble les différentes salles de cinéma indépendant du monde arabe.

## Missions
La CDT a pour mission :
- Promouvoir le cinéma mondial au Maroc et le cinéma marocain dans le monde ;
- Créer une collection de films documentaires, de films et de vidéos d'artistes et de cinéma expérimental ;
- Proposer des actions pédagogiques et des animations ;
- Créer une plateforme de dialogue et de rencontre pour les professionnels du cinéma.

## Fonctionnement
La politique de conservation présente l'originalité de reposer essentiellement sur la constitution d'un fonds d'archives numérisées, destiné à alimenter un serveur numérique. La cinémathèque programme régulièrement des films de répertoire pour enfants dans le cadre d'un partenariat avec l'association suisse La Lanterne Magique.
De 2008 à 2013, Léa Morin dirige la Cinémathèque de Tanger. Maliga Malika Chaghal prend la suite. En 2019, Sido Lansari dirige la cinémathèque.

## Équipements
En 2004, Yto Barrada, Irina Prentice et Cyriac Auriol rachète le cinéma Rif, alors à vendre. Ce cinéma a été construit en 1937. Il présente une architecture Art déco, avec une façade colorée. Yto Barrada confie la rénovation du cinéma à Jean-Marc Lalo. Celui-ci crée deux espaces : une salle de 350 fauteuils et une salle de 50 places. La rénovation du lieu coûte plus d’un million d’euros, financée par l’État marocain, le réseau Europa Cinémas. La Fondation Ford et le fonds néerlandais Prince ClausDes viennent compléter le financement. La fondation Jardin Majorelle apporte également son soutien, pour le fonctionnement de la cinémathèque.
La cinémathèque est inaugurée le 24 février 2007. La programmation est confiée à Bouchra Khalili.
La cinémathèque est équipée en 16 mm et 35 mm ainsi que de projection numérique, et d'une bibliothèque.
La cinémathèque ouvre en 2020 un café-restaurant.